# Jean-Claude Lecante
Jean-Claude Lecante   (Saint-Ouen-sur-Seine, 12 de novembre de 1934) és un ciclista francès, ja retirat, que va córrer a finals de la dècada de 1950.
El 1956 va prendre part en els Jocs Olímpics d'Estiu de Melbourne, on guanyà la medalla de plata en la prova de persecució per equips del programa de ciclisme. Formà equip junt a Michel Vermeulin, Jean Graczyk i René Bianchi.

## Palmarès
- 1956
  - Medalla de plata als Jocs Olímpics de Melbourne en persecució per equips
  -  Campió de França de persecució per equips, amb Michel Vermeulin, Jean Graczyk i René Bianchi
- 1957
  - 3r a la París-Mantes
- 1958
  - 2n a la París-Orleans